# Rama (tradición)

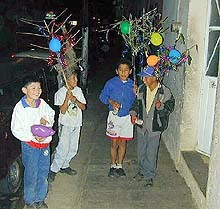
Niños veracruzanos "paseando" la rama

La rama es una tradición navideña mexicana originada en los villancicos navideños,[cita requerida] especialmente en las formas tradicionales comunes a todo el Caribe como los aguinaldos venezolanos y las trullas puertorriqueñas. Tiene lugar durante las fechas de las posadas, es decir del 16 al 24 de diciembre, aunque también   puede extenderse hasta el 2 de febrero, día de La Candelaria. Se practica en casi toda la costa atlántica y el Caribe de México: en el centro-sur de Veracruz, Oaxaca, Tabasco, Campeche, Yucatán y Quintana Roo. Actualmente en Veracruz es donde tiene más vitalidad.

## Historia
De acuerdo con la Arquidiócesis de Yucatán, las ramadas surgieron en algún punto del siglo XVI cuando los frailes estaban evangelizando a los mayas como parte del proceso de evangelización en la Nueva España. Al igual que las posadas, las dos tradiciones son de origen cristiano y están inspiradas en el pasaje de la biblia de la peregrinación de María y José en las vísperas del nacimiento de Cristo, ya que habían pedido “posada” de una vivienda a otra para que naciera Jesús.

## Descripción de la rama
Se adorna una o varias ramas frondosas, de cualquier árbol (pueden ser distintos). Los adornos pueden ser faroles de 
papel o de cáscara de naranja, cadenas de papel de colores, globos etc.; de manera similar al árbol de Navidad.
A diferencia del árbol de Navidad, la rama no se deja plantada en un lugar específico, sino que se realiza una procesión, por parte de la comunidad que la elaboró para que recorra el barrio, en compañía de algunos amigos, familiares y vecinos de aquellos quienes la elaboraron.
Dicha procesión se realiza en la noche, a través de las varias casas hasta llegar a la que ha sido elegida para improvisar la fiesta, en la que hay dulces típicos y piñatas.
"Hola buenas noches, ya estamos aquí
aquí está la rama que les prometí
que les prometií venir a cantar
pero mi aguinaldo me tienen que dar
me tienen que dar con mucho cariño
como se lo dieron los reyes al niño
los reyes al niño le dieron regalos
y usted señorita me da mi aguinaldo."
"Buenas noches damas
buenos caballeros,
a cantar venimos
al Rey de los Cielos".
(Estribillo)
Naranjas y limas,
limas y limones,
más linda es la virgen 
que todas las flores".
"En un portalito de cal y arena,
nació Jesucristo 
por la Noche Buena".
"Venimos de lejos,
a traerte la Rama,
recíbela atento,
hoy y mañana".
"Abre la puerta, o una ventana, 
pa' ver los adornos, 
de ésta tu Rama".
"A la media noche un gallo cantó,
y en su cantó dijo,
ya Cristo nació".
"Denme mi aguinaldo,
si me lo han de dar,
que la noche es corta
y tenemos que andar".
"Ya se va la Rama muy agradecida
porque en esta casa 
fue bien recibida".
(alternativo)
"Ya se va la Rama muy desconsolada
porque en esta casa 
no le dieron nada".
"Ya se va la Rama con patas de alambre
porque en esta casa
se mueren de hambre".